# 육군사관학교 법당
육군사관학교 법당(화랑 호국사)은 대한민국 육군사관학교 내에 존재하는 불교 시설이다.

## 법당의 역사
육군사관학교 화랑연병장에서 좌측으로 재구상을 따라 올라가면 왼편 산기슭에 다소곳이 자리잡고 있는 법당을 볼 수 있다. '화랑 호국사'라고 불리는 이 법당은 대한불교 조계종 관음회의 기증으로 1971년 3월에 건립되었으며 대지 {\displaystyle 992m^{2}}에 건축면적 {\displaystyle 331m^{2}}의 지하 1층, 지상 1층의 남방불교식 건축물이다. 이 법당은 창건위원장 박노성 거사 등의 모금으로 건립되었다. 그 후 1972년 5월에 대한불교 관음회의 기증으로 종각이 건립되었고 동년 7월에는 무게 470관의 법종(法鐘)이 종각에 설치되었다. 법당은 호국선원, 원통보전, 연화당, 범종각, 법화실 등을 구비하고 있다.

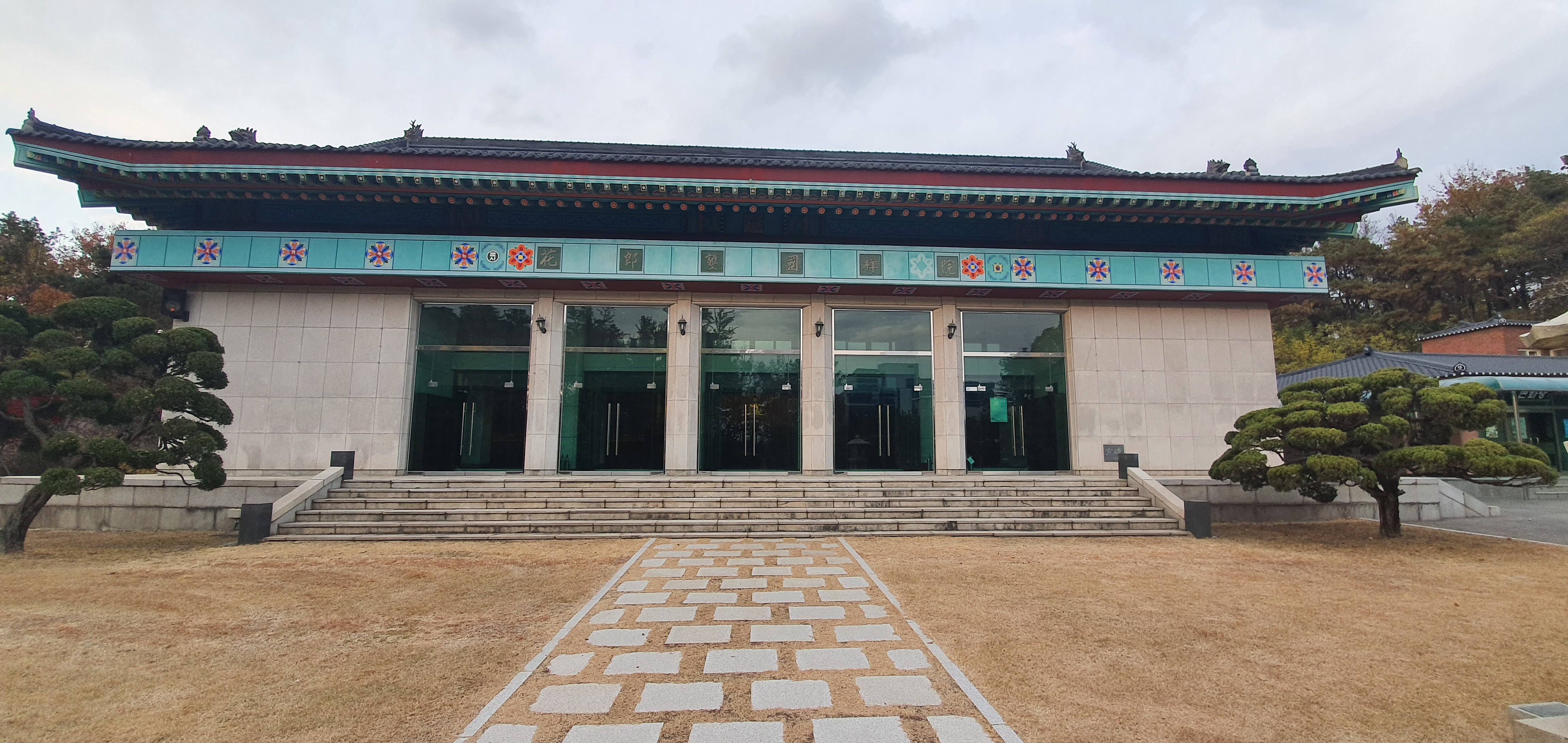
호국선원의 정면 모습이다. 기둥 윗부분에 화랑호국사가 한자로 세겨져있다.

## 법당의 구성

### 호국선원
법당 옆에 있는 호국선원은 1978년 7월 18일에 지어진 건물로 불자 생도와 신도들의 참선 장소가 없다는 점을 안타까워하여 당시 전국 불교신도 회장이었던 이후락 씨의 지원에 힘입어 극동건설측이 건축해 기증하였다. 공사비는 1억 5000천만원 들었으며 건물은 지상 1층의 콘크리트 건물로 건축면적은 {\displaystyle 641m^{2}}이며 외벽은 화강암 석재로 마무리되었다. 

### 연화당

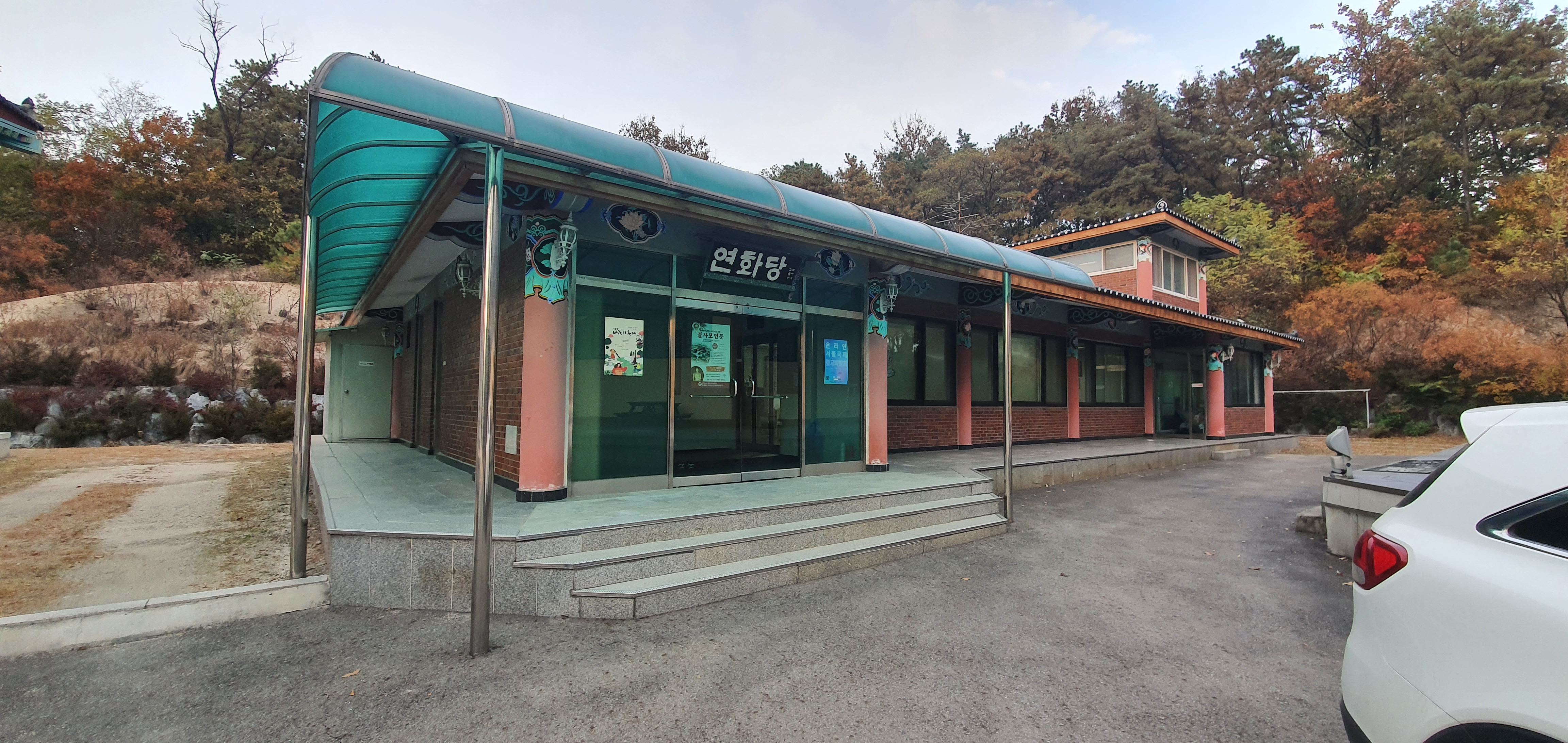
현대식으로 지어진 연화당의 모습이다.

1990년대에 들어와 불교에서는 건축면적 {\displaystyle 357m^{2}}, 지상 2층의 교육관을 법당 뒤편에 세울 계획으로 1993년 10월 19일부터 공사에 착수하였다. 총예산은 2억원이 소요되었는데 조계종 총무원, 조계종 보문회의 지원과 육사신도회의 성금으로 마련되었으며 공사는 1994년 2월 20일에 완공되었다. 이 교육관은 연화당이라고 명명되었는데 1층에는 홀, 접견실, 행정실, 시청각실, 집무실을 두고 2층에는 아담한 독서실을 갖추고 있다.

### 원통보전

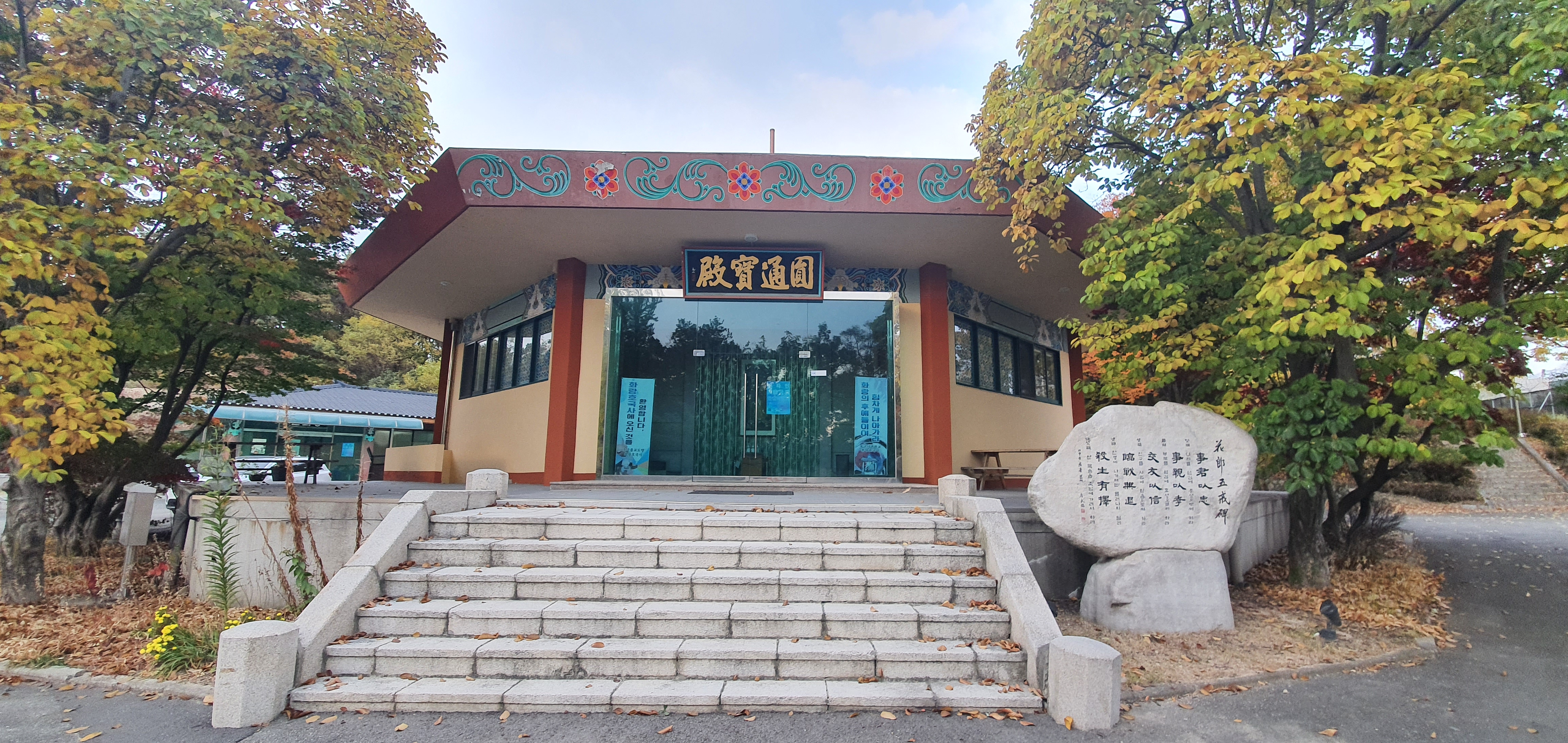
원통보전과 그 앞에 세워진 화랑오계비의 사진이다.

연화당 앞쪽에 원통보전이 위치해있으며 이는 보은 법주사 원통보전과는 다른 호국사 내의 원통보전이다. 원통보전 앞에 세워진 비석은 화랑오계비로 이는 육사 개교 70주년을 맞아 호국사 불자들이 함께 제작하였다. 비석에 세겨진 글은 세속오계로 사군이충(事君以忠), 사친이효(事親以孝), 교우이신(交友以信), 임전무퇴(臨戰無退), 살생유택(殺生有擇)을 포함하며 초당 이무호 서예가가 썼다. 추가로 세속오계는 오늘날 생도들의 화랑의식과 깊은 연관이 있다.

### 범종각

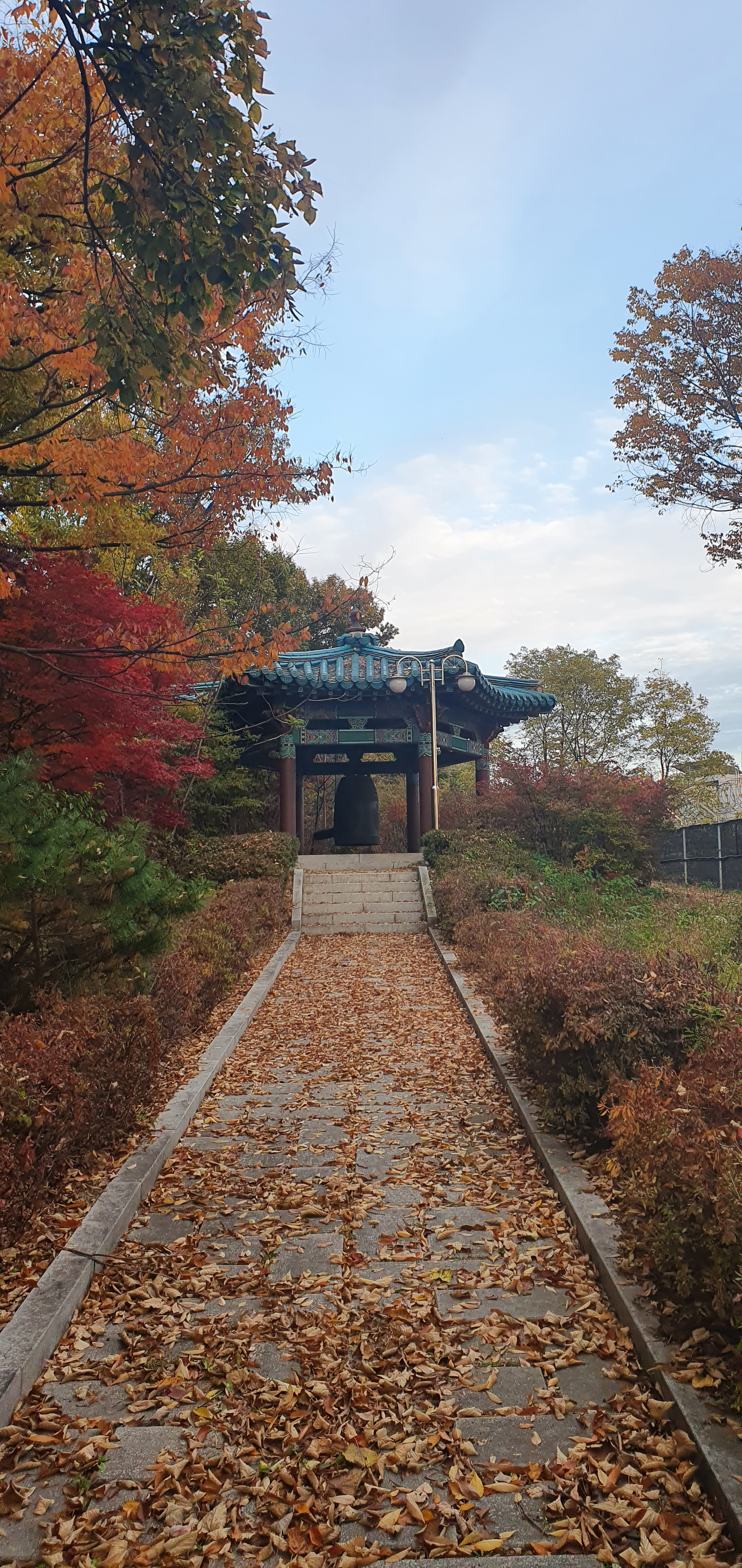
범종각 사진

범종각(梵鐘閣)은 불전사물인 범종을 봉안한 곳으로 '범종'은 청정하고 맑은 소리의 종이라는 뜻을 가지고 있다. 호국사에서 원통보전 오른쪽으로 깊숙히 들어가면 범종각을 볼 수 있다.

## 주지스님
초대주지인 보리 김선근 법사가 재임할 당시 조계종 총무원장 청담스님이 호국사 창건위원회를 구성해 기공식, 상량식, 봉불 및 점안식을 거쳐 낙성법회를 봉행했다. 이후 마곡 이치영 법사, 도중 정선진 법사, 법천 정상경 법사, 허관 김규대 법사, 일백 김성준 법사, 오성 경연수 법사, 청안 백태현 법사 등이 주지로 부임하며 다양한 불사를 진행하며 현재에 이르고 있다. 현 군종특별교구장인 자광스님도 호국사 제4대 주지를 역임했다. 당시 자광스님은 호국선원, 석등, 종각을 조성하며 도량정비에 앞장섰다.
| 대 | 계급 | 법명 | 성명   | 근무 기간                   |
| 12 | 소령 | 법승 | 장성화 | 1998. 08. 31 ~ 2000. 07. 03 |
| 13 | 대위 | 일백 | 김성준 | 2000. 07. 03 ~ 2002. 07. 08 |
| 14 | 소령 | 오성 | 경연수 | 2002. 07. 12 ~ 2003. 12     |
| 15 | 소령 | 천안 | 백태현 | 2003. 12. 05 ~ 2005. 12. 04 |
| 16 | 소령 | 법마 | 최명천 | 2005. 12. 09 ~ 2006. 12     |
| 17 | 소령 | 덕우 | 강승욱 | 2006. 12. 09 ~ 2008. 12. 16 |
| 18 | 중령 | 보봉 | 정인성 | 2008. 12. 18 ~ 2011. 01 .10 |
| 19 | 중령 | 혜산 | 박동진 | 2011. 01. 10 ~ 2013. 01. 29 |
| 20 | 소령 | 법상 | 김대현 | 2013. 01. 29 ~ 2014. 12. 08 |
| 21 | 중령 | 보경 | 함현준 | 2014. 12. 12 ~ 2016. 12. 13 |
| 22 | 소령 | 서원 | 흥창우 | 2016. 12. 15 ~ 2018. 11. 30 |
| 23 | 소령 | 효찬 | 박영민 | 2018. 11. 30~               |

## 종교행사
불교의 종교행사는 매일 새벽과 저녁에 있는 예불 외에 일요일에는 일요법회, 수요일에는 수요법회를 각각 갖고 있다. 타 종교와 달리하는 중요한 행사는 석가탄신일에 가지는 부처님 오신 날 봉축법회이다. 전 학교를 돌며 초파일 밤을 환하게 비추는 연등행렬은 하나의 장관을 이룬다. 생도들의 종교활동은 수요일 종교행사와 일요일 법회에 참석하는 것이 주가 되며 장교, 부사관, 그리고 그 가족 등은 육사불교 신도회의 바라밀회를 통해 2박 3일의 일정으로 명찰순례를 다녀오고 있는 것이 하나의 전통이 되었다. 이를 통해서 많은 생도들이 학기말에 자신을 반성하고 여유있는 나를 찾는 기회를 갖고 있다.